# Gallitzin
Gallitzin es un borough ubicado en el condado de Cambria en el estado estadounidense de Pensilvania. En el año 2000 tenía una población de 1,756 habitantes y una densidad poblacional de 925 personas por km².

## Geografía
Gallitzin se encuentra ubicado en las coordenadas 40°28′55″N 78°33′8″O / 40.48194, -78.55222.

## Demografía
Según la Oficina del Censo en 2000 los ingresos medios por hogar en la localidad eran de $32,386 y los ingresos medios por familia eran $38,438. Los hombres tenían unos ingresos medios de $29,022 frente a los $19,550 para las mujeres. La renta per cápita para la localidad era de $14,216. Alrededor del 10.2% de la población estaba por debajo del umbral de pobreza.